# 路遐
路遐（1909年—1998年），男，辽宁开原人，中华人民共和国军事人物，中国人民解放军少将，曾任成都军区副参谋长。